# قلعه کانجوسان
قلعه کانجوسان (به ژاپنی: 感状山城, Kanjōsan-jō)، بقایای یک قلعه ژاپنی در دوره موروماچی واقع در شهر هیمه‌جی (آیویی، هیوگو، استان هیوگو، ژاپن است.